# Clube Esperia

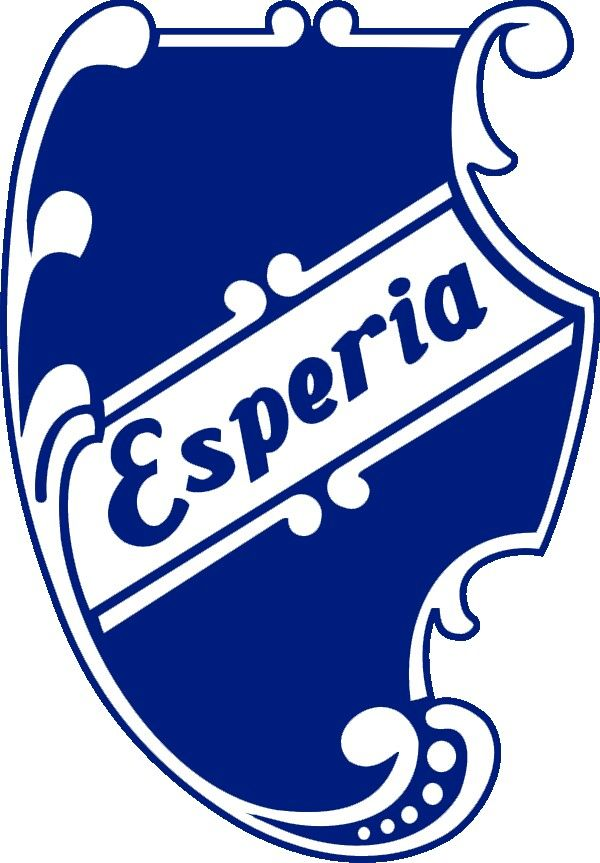
Símbolo do Esperia, o primeiro clube esportivo fundado por italianos no Brasil.

O Clube Esperia é um clube polidesportivo da cidade de São Paulo, fundado pela colônia italiana como Club Esperia Societá Italiana di Canottieri (em português, "sociedade italiana de remo"), em 1 de novembro de 1899, às margens do Rio Tietê. "Esperia" é uma palavra de origem grega que era usada para designar os povos a oeste da Grécia. Entre 1942 e 1965, o clube foi conhecido como Associação Desportiva Floresta. Em sua origem, o Esperia tinha o remo como esporte principal, que era praticado no Tietê.

## História
O Esperia é um dos mais antigos clubes do estado de São Paulo. Hoje, além de contribuir com a formação de atletas, o clube é também um importante polo de cultura, esporte e lazer da cidade de São Paulo.

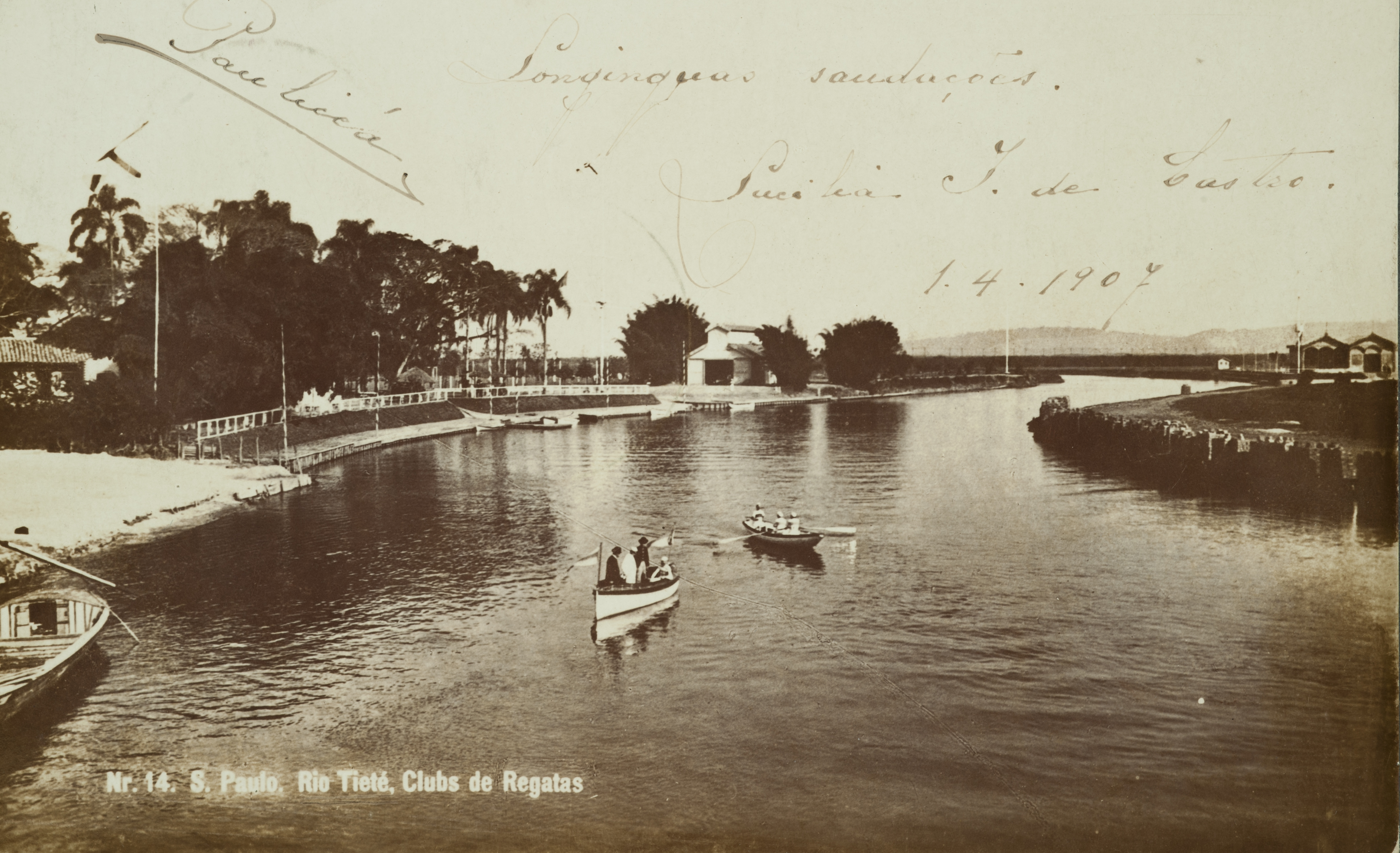
Rio Tietê em 1900.

Conta-se que pelos fins do século XIX nas imediações da antiga Ponte Grande, atual Ponte das Bandeiras a região tinha-se transformado em um local de recreio preferido por muitos paulistanos. À margem do Tietê e de seus canais subsidiários, tinham surgido vários restaurantes e lugares reservados a piqueniques. Entre eles havia, à margem de um canal que beirava a Rua Voluntários da Pátria, o recreio Bella Venezia, preferido pelos italianos e descendentes, que aos domingos e feriados realizavam longos passeios em barcos alugados.
Em 1 de novembro de 1899, sete imigrantes italianos (Enrico Gallina, Pietro Lazzaroni, Luigi Torre, Emilio Tallone, Angelo Quarante, Fulvio Costanzo e Ercole Ervene), que costumavam reunir-se na confeitaria Acasto & Lazzerone, levaram para as margens do Rio Tietê um barco que haviam comprado por 250 mil réis e fundaram a Societá Italiana de Canottieri, dedicada inicialmente apenas à prática do remo. Outros nome cogitados foram Conottieri Tietê e Canottieri Cera.
A sede passou a ser uma chácara na margem esquerda do Tietê, na região da Ponte Grande, alugada por cinquenta mil réis. Como a colônia italiana da cidade rapidamente afluiu para o novo clube, sua diretoria acabou decidindo pela liberação de outras práticas aquáticas. Sem uma piscina no local, construiu-se um cercado ao lado do ancoradouro de remo.
Em 1903, a sede foi mudada para a margem oposta do Tietê. Ali, foi necessário que o clube comprasse um burro e uma carroça, para poder aterrar frequentemente o Tietê, por causa de inundações que costumavam atingir as instalações do clube.
Em 1914 o Esperia teve grande participação na recepção aos times italianos Torino e Pro Vercelli, quando estes visitaram São Paulo para a realização de amistosos. Houve a tentativa da criação de um departamento de futebol dentro do clube, mas seus principais diretores não simpatizaram com a proposta e a ideia foi deixada de lado. Dessa maneira, os associados do Esperia que gostavam de futebol participaram da fundação do Palestra Itália (atual Palmeiras). 
Durante a Segunda Guerra Mundial, houve grande pressão para que clubes com nomes estrangeiros mudassem seus nomes, e, em 1943, o Esperia tornou-se Associação Desportiva Floresta e, em 1946, foi declarado de utilidade pública. O nome que perduraria até 1965, graças aos esforços de antigos dirigentes. Com a construção da Marginal Tietê, entre o fim dos anos 1960 e o início da década de 1970, o remo teve de ser praticado longe do clube, na Raia Olímpica da USP. Em 1970, foi feita uma regata de despedida do Tietê.
Um dos Maiores Esgrimistas do Brasil, Ferdinando Alessandri também atuou no Clube Esperia enquanto disputava as Olimpiadas de Londres em 1948 pela modalidade Florete Individual.

## Títulos

### Basquete masculino
- Campeonato Paulista de Basquete: 4 vezes (1936, 1937, 1938 e 1940).

- Campeonato Paulistano: 13 vezes (1925, 1926, 1927, 1937, 1938, 1939, 1940, 1941, 1942, 1945, 1946, 1949 e 1957).

- Campeonato Paulista da Capital: (2º quadro) 7 vezes (1924, 1925, 1926, 1927, 1928, 1929 e 1933).

- Campeonato Paulista de Aspirantes da Capital: 10 vezes (1933, 1934, 1935, 1936, 1941, 1942, 1948, 1949, 1951, 1953).

- Torneio de Preparação do Campeonato da Grande São Paulo - FPB: 6 vezes (1936, 1940, 1941, 1942, 1945, 1947).

- Campeonato Paulista da Capital da 1ª Divisão de 2ª Turmas: 3 vezes (1946, 1951 e 1953).

- Torneio Início de Aspirantes da Capital: 2 vezes (1942 e 1943).

- Campeonato Paulista da Capital da 1ª Divisão: 1953.

- Torneio Aberto de Seniors "Cel. João de Quadros" da Grande São Paulo: 1959.

- Campeonato Paulista Seniors da Grande São Paulo: 1966.

### Remo
- Campeonato Paulista de Remo: 4 (1967, 1969, 1970, 1971).
- Campeonato de Remo do Estado de São Paulo: 4 (1912, 1931, 1932, 1939).
- Campeonato Paulista do Remo Classe Q: 2 (1938 e 1939).
- Regata Fita Azul do Remo Brasileiro: 5 (1995- Masculino; 1995, 1996, 1997 e 1998- Feminino)